# 瑶山丁公藤
瑶山丁公藤（学名：Erycibe sinii）是旋花科丁公藤属的植物，为中国的特有植物。分布于中国大陆的广西等地，目前尚未由人工引种栽培。